# Spookjongere
Een spookjongere is een jongere spookburger die niet staat ingeschreven in de gemeentelijke basisadministratie persoonsgegevens in Nederland. Het aantal zou voor heel Nederland tussen de honderdduizend en tweehonderdduizend liggen.
Het uitschrijven uit het GBA gebeurt om verschillende redenen, wanneer ouders gekort worden op hun uitkering of huurtoeslag voor het hebben van een inwonend kind, ouders niet op willen draaien voor de schulden van het kind, wanneer ouders steeds de politie aan de deur krijgen voor hun kind of wanneer een jeugdig persoon zichzelf onvindbaar wil maken voor deurwaarders of justitie. Soms blijven de jongeren thuis wonen, maar vaak zijn het bankslapers bij vrienden of familie.
Het verschijnsel komt naast de steden Amsterdam, Rotterdam, Utrecht en Zoetermeer in het gehele land voor. 
In een eerdere bevolkingstelling in 2001 in Engeland kwam men al tot de conclusie dat er honderdduizenden Engelsen spoorloos waren.